# 406e régiment d'infanterie
Le 406e régiment d'infanterie (406e RI) est un régiment d'infanterie de l'Armée de terre française constitué en 1916 avec des blessés guéris et des jeunes soldats du contingent de 1916 provenant des 3e, 4e et 5e régions militaires (Rouen, Le Mans, Orléans).
Les régiments dont le numéro est supérieur à 400 sont des régiments de marche. 

## Création et différentes dénominations
Le 406e régiment d'infanterie a été formé en exécution des prescriptions de la circulaire ministérielle n° 10160 1/11 du 16 juillet 1915, par laquelle le Ministre fait connaitre qu'il a décidé de créer une nouvelle division active de campagne qui portera le no 158.

Les hommes de troupe sont prélevés sur l'ensemble des dépôts stationnés dans la région de formation; ils doivent en principe appartenir à l'armée active ou à la réserve.

Toutefois les compagnies peuvent comprendre quelques volontaires de l'armée territoriale.
Les hommes de l'armée active et de la réserve sont prélevés en principe pour :
- 3/4 parmi les jeunes soldats du contingent de 1916
- 1/4 parmi les anciens soldats (active ou réserve) convalescents encore inaptes à partir en renfort mais susceptibles de faire campagne à partir du 1er septembre 1915

La 4e région forme l’État-major, la compagnie hors rang et le 1er bataillon.

La 3e région forme le 2e bataillon.
 
La 3e région forme le 3e bataillon et la compagnie de mitrailleuses.

## Chefs de corps
- Du 15 août 1915 au 15 août 1916 : lieutenant-colonel Renard.

## Historique des garnisons, combats et batailles du406eRI

### Première Guerre mondiale

#### Affectations
camp d'Avord, 315e brigade d'infanterie,158e Division d’Infanterie d’août 1915 à août 1916

#### 1915
- En août 1915, le 406e Régiment d'infanterie (à trois bataillons) se forme dans les régions de Rouen, Orléans et Chartres avec des éléments venus des dépôts des 3e, 4e et 5e Région militaire. Il est rattaché administrativement au dépôt du 150e R.I (régiment originaire de Saint-Mihiel replié à Chartres). Les compagnies sont à 2 officiers et 200 hommes de troupe. Les compagnies hors rang sont uniquement composées d’hommes venant de la Territoriale. Enfin, il n’y a pas de musique.
- Le 18 août, le régiment arrive au camp d’Avord (Cher). Le 1er bataillon, la C.H.R, la Cie de mitrailleuses cantonnent à Baugy. Les 2e et 3e Bataillon sont respectivement cantonnés à Saligny le Vif et Villequiers.
- D'août 1915 à août 1916, le régiment, commandé par le lieutenant-colonel Renard (venant du 111e R.I), formera avec le 419e R.I, la 315e Brigade d’Infanterie commandée par le général Ravenez.
- Durant le séjour dans le Cher, les hommes du 406e R.I, pour parfaire leur instruction, vont créer un champ de tir de « circonstance », à 2 km de Baugy, des travaux dits de campagne seront effectués. En fait, chaque bataillon organise défensivement une position, creuse des lignes successives de tranchées avec boyaux et postes d’écoute, abris de mitrailleuses, réseaux de fil de fer.

#### 1916
- Le 406e R.I quitte le Cher le 15 février 1916. Du 17 février au 29 mars, la 158e Div stationne dans le département de Seine-et-Oise (région du Vexin).
- Du 6 avril au 16 juin, elle est dans le département de l’Oise, région de Beauvais (Est de la ville), occupée à des travaux d’organisation d’une ligne de défense près de communes de Rémérangles, Bulles et de Le Fay-Saint-Quentin.
- Du 20 juin au 15 août 1916, le 406e R.I cantonne notamment dans les communes, Arcy-Sainte-Restitue, Beugneux (sud-est de la ville de Soissons), occupé à des travaux d’organisation d’une ligne de défense près de la localité de Maast-et-Violaine (Aisne).
- Par décision du G.Q.G n° 11029 en date du 14 août 1916, le régiment est dissous. Sans avoir combattu (au sein du régiment) la majeure partie de l’encadrement et des hommes de troupe doivent rejoindre les 24e et 205e R.I. (cf. : Journaux des marches et des opérations du Régiment).

## Inscriptions portées sur le drapeau du régiment
Aucune inscription sur le drapeau.